# Sørkjosen
Sørkjosen is een plaats in de Noorse gemeente Nordreisa, provincie Troms. Sørkjosen telt 861 inwoners (2007) en heeft een oppervlakte van 0,93 km².